# Liste des commanderies templières dans les Midlands de l'Est
Cette liste recense les commanderies et maisons de l'Ordre du Temple présentes dans les Midlands de l'Est, en Angleterre.

## Faits marquants et Histoire
À l'époque des templiers, c'est-à-dire au XIIe siècle et au XIIIe siècle, cette région d'Angleterre correspondait aux comtés de Leicester, Lincoln et Derby. Il semble que le Lincolnshire était une source de revenu considérable pour eux, Temple Bruer et Willoughton étant les deux plus importantes commanderies de la province d'Angleterre.

## Commanderies
| Comté actuel   | Commanderie      | Ville actuelle (à ou près de)            | Observations                               | Image / situation           |
| -------------- | ---------------- | ---------------------------------------- | ------------------------------------------ | --------------------------- |
| Lincolnshire   | Aslackby         | Au sud de Folkingham                     | , fondation: 1192 reprise: 1309 puis: 1313 | 52° 51′ 36″ N, 0° 23′ 18″ O |
| Lincolnshire   | Bottesford       | Scunthorpe                               | [ 6 ]                                      |                             |
| Lincolnshire   | Cabourn          | Cabourne                                 | [ 3 ]                                      |                             |
| Lincolnshire   | Eagle            | Au sud-ouest de Lincoln                  | [ 3 ]                                      |                             |
| Lincolnshire   | Keadby           | Keadby                                   | [ 7 ]                                      |                             |
| Lincolnshire   | Maltby           | Maltby                                   | [ 8 ]                                      |                             |
| Lincolnshire   | Mere             | Mere Hospital au sud-est de Lincoln      | ,                                          |                             |
| Leicestershire | Rothley          | Rothley                                  | ,                                          |                             |
| Lincolnshire   | South Witham     | Kesteven                                 | ,                                          |                             |
| Lincolnshire   | Temple Bruer     | Au sud de Lincoln et au nord de Sleaford | ,                                          |                             |
| Lincolnshire   | Willoughton (en) | Willoughton                              | ,                                          |                             |

| Rothley |

| Aslackby Bottesford Cabourn Eagle Keadby Maltby Mere South Witham Temple Bruer Willoughton |